# Повіт Дзінсекі
Пові́т Дзінсе́кі (яп. 神石郡, じんせきぐん, МФА: [d͡ʑinsekʲi guɴ]) — повіт в Японії, в префектурі Хіросіма.
Населення повіту за оцінкою 31 березня 2007 року становить 11 863 мешканців, густота населення 31,07 осіб на км². Загальна площа 381,81 км².

## Населені пункти
- містечко Дзінсекікоґен (утворене 5 листопада 2004 року внаслідок об'єднання містечок Дзінсекі, Санва, Тойомацу і Юкі)